# Chińskie Tajpej na Zimowych Igrzyskach Olimpijskich 2018
Chińskie Tajpej na Zimowych Igrzyskach Olimpijskich 2018 – występ kadry sportowców reprezentujących Chińskie Tajpej (Republikę Chińską) na igrzyskach olimpijskich w Pjongczangu w 2018 roku.
W kadrze znalazło się czworo zawodników – trzech mężczyzn i jedna kobieta. Reprezentanci Chińskiego Tajpej wystąpili w sześciu konkurencjach w dwóch dyscyplinach sportowych – łyżwiarstwie szybkim i saneczkarstwie.
Funkcję chorążego reprezentacji Chińskiego Tajpej podczas ceremonii otwarcia igrzysk pełnił saneczkarz Lien Te-an, a podczas ceremonii zamknięcia – panczenistka Huang Yu-ting. Reprezentacja Chińskiego Tajpej weszła na stadion jako 76. w kolejności podczas ceremonii otwarcia i 77. podczas zamknięcia, w obu przypadkach pomiędzy ekipami z Cypru i Tajlandii.
Był to 12. start reprezentacji Chińskiego Tajpej na zimowych igrzyskach olimpijskich i 26. start olimpijski, wliczając w to letnie występy.

## Skład reprezentacji

### Łyżwiarstwo szybkie
| Konkurencja             | Zawodnik        | Czas    | Miejsce |
| ----------------------- | --------------- | ------- | ------- |
| Bieg na 500 m kobiet    | Huang Yu-ting   | 38,98   | 22.     |
| Bieg na 1000 m kobiet   | Huang Yu-ting   | 1:16,44 | 20.     |
| Bieg na 1500 m kobiet   | Huang Yu-ting   | 2:18,84 | 26.     |
| Bieg na 500 m mężczyzn  | Sung Ching-yang | 35,86   | 34.     |
| Bieg na 1500 m mężczyzn | Tai William     | 1:50,63 | 34.     |

### Saneczkarstwo
| Konkurencja      | Zawodnicy  | Ślizg 1 | Ślizg 1 | Ślizg 2 | Ślizg 2 | Ślizg 3 | Ślizg 3 | Ślizg 4 | Ślizg 4 | Czas łączny | Miejsce |
| Konkurencja      | Zawodnicy  | Czas    | Miejsce | Czas    | Miejsce | Czas    | Miejsce | Czas    | Miejsce | Czas łączny | Miejsce |
| ---------------- | ---------- | ------- | ------- | ------- | ------- | ------- | ------- | ------- | ------- | ----------- | ------- |
| Jedynki mężczyzn | Lien Te-an | 39,980  | 38.     | 38,964  | 39.     | 38,679  | 40.     | NQ      | NQ      | 2:34,138    | 38.     |